# Kugelwellentransformation
Kugelwellentransformationen (englisch spherical wave transformations) lassen die Form von Kugelwellen sowie die Gesetze von Optik und Elektrodynamik in allen Inertialsystemen invariant. Sie entsprechen der bereits im 19. Jahrhundert bekannten konformen Gruppe der „Transformationen durch reziproke Radien“ im Zusammenhang mit der Kugelgeometrie von Sophus Lie. Sie wurden 1909 von Harry Bateman und Ebenezer Cunningham erstmals benutzt und erhielten von Bateman ihren Namen. Da in Kugelwellentransformationen die Zeit als vierte Dimension im Sinne des Minkowski-Raumes benutzt wird, haben sie eine gewisse Analogie zu den Lorentz-Transformationen der speziellen Relativitätstheorie. Dabei zeigt sich, dass die konforme Gruppe die Lorentz-Gruppe und Poincaré-Gruppe als Untergruppen enthält, wobei letztere eine Symmetrie aller Naturgesetze einschließlich der Mechanik repräsentieren, während die konforme Gruppe nur gültig ist für bestimmte Bereiche wie die Elektrodynamik.
Ein Spezialfall der Lieschen Kugelgeometrie ist die ebenfalls im 19. Jahrhundert bereits bekannte „Transformation durch reziproke Richtungen“ oder Laguerre-Inversion, die erzeugender Operator der Gruppe der Laguerre-Transformationen ist. Sie bildet nicht nur Kugeln in Kugeln, sondern auch Ebenen in Ebenen ab. Wird hier die Zeit als vierte Dimension benutzt, ergibt sich eine enge Analogie zur Lorentz-Transformation und der Lorentz-Gruppe, wie Bateman, Cartan oder Poincaré zeigten.

## Transformation durch reziproke Radien

### Entwicklung im 19. Jahrhundert
Inversionen, welche die Winkel von Kreisen erhalten, wurden erstmals von Durrande (1820) besprochen, wobei Quetelet (1827) und Plücker (1828) die entsprechenden Transformationsformeln niederschrieben, mit {\displaystyle k} als dem Inversionsradius:
{\displaystyle x^{\prime }={\frac {k^{2}x}{x^{2}+y^{2}}},\quad y^{\prime }={\frac {k^{2}y}{x^{2}+y^{2}}},}
Solche Inversionen wurden später als Transformationen durch reziproke Radien bezeichnet. Sie wurden bekannter als Thomson (1845, 1847) sie auf Kugeln mit Koordinaten {\displaystyle x,y,z} anwendete, und damit Probleme der Elektrostatik lösen konnte. Joseph Liouville (1847, 1850) verdeutlichte ihre mathematische Bedeutung, indem er zeigte, dass sie zu den konforme Transformationen gehört. Sie erzeugt folgende Beziehung zwischen quadratischen Formen der Differentiale:
{\displaystyle \delta x^{\prime 2}+\delta y^{\prime 2}+\delta z^{\prime 2}=\lambda \left(\delta x^{2}+\delta y^{2}+\delta z^{2}\right)}.
Er selbst und in viel allgemeinerer Weise Sophus Lie (1871) stellten fest, dass die dazugehörige Transformationsgruppe je nach Wahl von {\displaystyle \lambda } in verschiedene Typen unterteilt werden kann: {\displaystyle \lambda =1} die Euklidische Gruppe der gewöhnlichen Bewegungen; {\displaystyle \lambda \neq 1} Ähnlichkeitsabbildungen; und bei {\displaystyle \lambda =k^{4}/\left(x^{2}+y^{2}+z^{2}\right)^{2}} ergeben sich die Transformationen durch reziproke Radien:
{\displaystyle x^{\prime }={\frac {k^{2}x}{x^{2}+y^{2}+z^{2}}},\quad y^{\prime }={\frac {k^{2}y}{x^{2}+y^{2}+z^{2}}},\quad z^{\prime }={\frac {k^{2}z}{x^{2}+y^{2}+z^{2}}}}
Lie (1871) und andere wie Gaston Darboux (1878) erweiterten darüber hinaus die Gruppe auf {\displaystyle n} Dimensionen, sodass:
{\displaystyle \delta x_{1}^{\prime 2}+\dots +\delta x_{n}^{\prime 2}=\lambda \left(\delta x_{1}^{2}+\dots +\delta x_{n}^{2}\right)}.
Eine wesentliche Eigenschaft der konformen Transformationen durch reziproke Radien ist, dass sie Winkel erhalten und Sphären in Sphären transformieren (siehe Konforme Gruppe, Möbiustransformation). Sie ist eine 6-Parameter-Gruppe in der Ebene R2, eine 10-Parameter-Gruppe im Raum R3, und eine 15-Parameter-Gruppe in R4. In R2 stellt sie nur einen kleinen Teil aller konformen Transformationen dar, doch in R2+n ist sie identisch mit allen konformen Transformationen gemäß einem Theorem von Liouville. Die konformen Transformationen in R3 wurden häufig auf „pentasphärische Koordinaten“ gemäß Darboux (1873) bezogen. Es handelt sich dabei um homogene Koordinaten basierend auf fünf Kugeln, die den Punkten zugeordnet werden.

### Orientierte Kugeln
Eine weitere Methode zur Berechnung von Kreis- und Kugelproblemen war die Verwendung von rechtwinkligen Koordinaten zusammen mit dem Radius. Dies wurde von Lie (1871) im Rahmen der „Lieschen Kugelgeometrie“ benutzt, die Berührungstransformationen enthält mit der Krümmungslinien konserviert und Kugeln in Kugeln transformiert werden. Die vorher erwähnte konforme 10-Parameter-Gruppe in R3 mit pentasphärischen Koordinaten, wird erweitert zur 15-Parameter-Gruppe der Lieschen Kugeltransformationen, wobei gemäß Klein (1893) von nun an „hexasphärische Koordinaten“ zu benutzen sind, da eine sechste homogene Koordinate hinzugefügt wird die sich auf den Radius bezieht. Da der Radius allerdings je nach Vorzeichen positiv oder negativ sein kann, kommen auf eine Kugel immer zwei transformierte Kugeln. Um diese Zweideutigkeit zu beseitigen, ist es vorteilhaft, nur ein bestimmtes Vorzeichen für den Radius zu benutzen, wodurch die Kugeln eine bestimmte Orientierung erhalten, und folglich eine orientierte Kugel in eine andere orientierte Kugel transformiert wird. Diese Methode wurde gelegentlich und implizit von Lie (1871) benutzt, und ausdrücklich eingeführt durch Laguerre (1880). Darboux (1887) schrieb darüber hinaus die Transformation durch reziproke Radien in einer Form, wo aus dem Radius einer Kugel mit bestimmtem Vorzeichen der Radius der anderen Kugel bestimmt werden konnte:
{\displaystyle {\begin{aligned}x^{\prime }&={\frac {k^{2}x}{x^{2}+y^{2}+z^{2}-r^{2}}},\quad &z^{\prime }&={\frac {k^{2}z}{x^{2}+y^{2}+z^{2}-r^{2}}},\\y'&={\frac {k^{2}y}{x^{2}+y^{2}+z^{2}-r^{2}}},&r^{\prime }&={\frac {\pm k^{2}r}{x^{2}+y^{2}+z^{2}-r^{2}}}.\end{aligned}}}
Die Angabe der Koordinaten zusammen mit dem Radius war häufig verknüpft mit einer Methode die von Klein (1893) als „Minimalprojektion“ bezeichnet wurde, wobei Blaschke (1926) später dafür den Begriff „isotrope Projektion“ gebrauchte um den Zusammenhang zur Orientierung zu verdeutlichen. Ist ein Kreis mit Koordinaten {\displaystyle x,y} und dem Radius {\displaystyle r} in R2 gegeben, dann entsprechen sie gemäß Minimalprojektion einem Punkt mit den Koordinaten {\displaystyle x,y,z} in R3. Diese Methode war im Rahmen der Kreisgeometrie schon länger bekannt (allerdings ohne eindeutige Orientierung) und kann weiter unterteilt werden je nachdem die zusätzliche Koordinate imaginär oder reell ist: {\displaystyle z=ir} findet sich bei Chasles (1852), Möbius (1857), Cayley (1867), Darboux (1872); {\displaystyle z=r} findet sich bei Cousinery (1826), Druckenmüller (1842) und in der „Zyklographie“ Fiedlers (1882), weswegen sie auch „zyklographische Projektion“ genannt wird – siehe dazu auch E. Müller (1910). Diese Methode wurde nun auf Kugeln übertragen von Darboux (1872), Lie (1871), und Klein (1893). Es seien sowohl die Mittelpunktskoordinaten als auch die Radien zweier Kugeln {\displaystyle x,y,z,r} und {\displaystyle x',y',z',r'} im dreidimensionalen Raum R3 gegeben. Wenn sich die Kugeln gleichsinnig berühren, ist ihre Gleichung gegeben mit
{\displaystyle (x-x')^{2}+(y-y')^{2}+(z-z')^{2}-(r-r')^{2}=0}.
Wird {\displaystyle t=ir} gesetzt, entsprechen sie den folgenden rechtwinkligen Koordinaten in einem vierdimensionalen Raum R4:
{\displaystyle (x-x')^{2}+(y-y')^{2}+(z-z')^{2}+(t-t')^{2}=0}.
Allgemein konnte Lie (1871) zeigen, dass die konformen Punkttransformationen in Rn (zusammengesetzt aus Bewegungen, Ähnlichkeiten, und Transformationen durch reziproke Radien) in Rn-1 denjenigen Kugeltransformationen entsprechen welche Berührungstransformationen sind. Klein (1893) zeigte darüber hinaus mittels Anwendung der Minimalprojektion auf hexasphärische Koordinaten, dass die 15-Parameter-Transformationen der Lieschen Kugelgeometrie in R3 ein einfaches Abbild der konformen 15-Parameter-Transformationen in R4 sind, während die Punkte des R4 wiederum als die stereographische Projektion von Punkten einer Kugel in R5 angesehen werden können.

### Bezug zur Elektrodynamik
Harry Bateman und Ebenezer Cunningham (1909) zeigten, dass die elektromagnetischen Gleichungen nicht nur lorentzinvariant, sondern im obigen Sinne auch skaleninvariant oder konform invariant sind. Das heißt, sie sind invariant unter der 15-Parameter-Gruppe der konformen Transformationen durch reziproke Radien in R4, die folgende Gleichung produziert:
{\displaystyle \delta x^{\prime 2}+\delta y^{\prime 2}+\delta z^{\prime 2}+\delta u^{\prime 2}=\lambda \left(\delta x^{2}+\delta y^{2}+\delta z^{2}+\delta u^{2}\right),}
wo {\displaystyle u=ict} die Zeit {\displaystyle t} und die Lichtgeschwindigkeit {\displaystyle c} gemäß dem Minkowski-Raum enthält. Bateman erkannte auch die Analogie zu den Transformationen der Lieschen Kugelgeometrie in R3, da der Radius {\displaystyle r} dieser Kugelgeometrie interpretiert werden kann als der Radius {\displaystyle ct} einer expandierenden oder kontrahierenden Kugelwelle, weswegen sie von ihm als „Kugelwellentransformation“ bezeichnet wurde. Bateman bezog sich dabei auf Darbouxs Variante der Minimalprojektion und schrieb:

„When we use Darboux's representation of a point in {\displaystyle S_{4}} by a spherical wave in {\displaystyle S_{3}}, the group {\displaystyle G_{15}} becomes the group of spherical wave transformations which transform a spherical wave into a spherical wave. This group of transformations has been discussed by S. Lie; it is the group of transformations which transform lines of curvature on a surface enveloped by spherical waves into lines of curvature on the surface enveloped by the corresponding spherical waves.“

Analog zur Vorgehensweise von Liouville und Lie konnte Cunningham zeigen, dass diese Gruppe je nach Wahl von {\displaystyle \lambda } weiter unterteilt werden kann:
(a) {\displaystyle \lambda =1} transformiert nicht nur Kugeln in Kugeln, sondern auch Ebenen in Ebenen. Sie enthält die Lorentz-Transformation, denn sie ist die Erweiterung der Euklidischen Gruppe der klassischen Mechanik zur 6-Parameter-Lorentz-Gruppe oder 10-Parameter-Poincaré-Gruppe {\displaystyle G_{10}} mit Translationen.
(b) {\displaystyle \lambda \neq 1} sind Skalen- oder Ähnlichkeitstransformationen. Sie entsprechen der Multiplikation der Lorentz-Transformation mit einem von {\displaystyle \lambda } abhängigen Skalenfaktor. Mit {\displaystyle l={\sqrt {\lambda }}} ergibt sich beispielsweise die von Poincaré (1905) gegebene Gestalt:
{\displaystyle x^{\prime }=\gamma l\left(x-vt\right),\quad y^{\prime }=ly,\quad z^{\prime }=lz,\quad t^{\prime }=\gamma l\left(t-x{\frac {v}{c^{2}}}\right)}.
Wird {\displaystyle l} jedoch definitiv gesetzt, ist die Gruppeneigenschaft nur noch bei {\displaystyle l=1} (die Lorentz-Gruppe) gegeben, wie von Poincaré und Einstein gezeigt wurde. Nur diese ist verträglich mit dem Relativitätsprinzip für alle Naturgesetze, während die Gruppe der konformen und Ähnlichkeitstransformationen mit verschiedenem {\displaystyle l} nur einzelne Gebiete wie Optik und Elektrodynamik symmetrisch abbildet.
(c) Bei {\displaystyle \lambda =k^{4}/\left(x^{2}+y^{2}+z^{2}+u^{2}\right)^{2}} ergibt sich schließlich die allgemeinste Variante, nämlich die konforme Gruppe der Transformationen durch reziproke Radien, die Inversionen in eine Hypersphäre darstellen:
{\displaystyle {\begin{aligned}x^{\prime }&={\frac {k^{2}x}{x^{2}+y^{2}+z^{2}+u^{2}}},\quad &z^{\prime }&={\frac {k^{2}z}{x^{2}+y^{2}+z^{2}+u^{2}}},\\y'&={\frac {k^{2}y}{x^{2}+y^{2}+z^{2}+u^{2}}},&u^{\prime }&={\frac {k^{2}u}{x^{2}+y^{2}+z^{2}+u^{2}}}.\end{aligned}}}
Sie werden zu reellen Kugelwellentransformationen im Rahmen der Lieschen Kugelgeometrie, wenn der reelle Radius {\displaystyle ct} statt {\displaystyle u=ict} benutzt wird, wodurch {\displaystyle x^{2}+y^{2}+z^{2}-c^{2}t^{2}} im Nenner gegeben ist. Bateman und Cunningham diskutierten auch die Möglichkeit, dass konforme Transformationen den Übergang in konstant beschleunigte Bezugssysteme ermöglichen, was von ihnen und späteren Autoren allerdings bezweifelt wurde. Felix Klein (1921) verwies auf den engen Zusammenhang der Methoden Batemans und Cunninghams und den Methoden der projektiven Geometrie, jedoch bemerkte er wie auch Einstein, dass die konforme Gruppe im Vergleich zur Lorentz-Gruppe nur eingeschränkt gültig ist:

„Für die Physik hat diese {\displaystyle G_{15}} allerdings nicht dieselbe Bedeutung wie ihre Untergruppe, die {\displaystyle G_{10}} der Lorentzgruppe. Es liegt dies daran, daß nur letztere eine Verallgemeinerung der {\displaystyle G_{10}} der klassischen Mechanik ist (in die sie übergeht, wenn man die Lichtgeschwindigkeit unendlich setzt), eine allgemeine Physik aber ebensowohl die Mechanik wie die Elektrodynamik umfassen muß. Einstein drückte dieses Sachverhältnis mir gegenüber gelegentlich so aus: Die Transformation durch reziproke Radien wahrt zwar die Form der Maxwellschen Gleichungen, nicht aber den Zusammenhang zwischen Koordinaten und Maßergebnissen von Maßstäben und Uhren.“

Das Konzept der konformen Abbildung hat in Spezialgebieten der modernen Physik wieder an Bedeutung gewonnen, besonders in konformen Feldtheorien wie einigen Quantenfeldtheorien.

## Transformation durch reziproke Richtungen

### Entwicklung im 19. Jahrhundert
Wie geschildert, wurden im Zusammenhang mit konformen Transformationen bereits Koordinaten zusammen mit Radien von bestimmtem Vorzeichen benutzt, wodurch Kreise und Kugeln eine bestimmte Orientierung bekamen. Es ergab sich nun eine spezielle Transformation bzw. Geometrie innerhalb der Lieschen Kugelgeometrie, welche hauptsächlich von Edmond Laguerre (1880) formuliert und von ihm als „Transformation durch reziproke Richtungen“ bezeichnet wurde. Anschließend legte er bis 1885 die Grundlagen einer Geometrie orientierte Kugeln und Flächen. Laut Darboux und Bateman wurden ähnliche Zusammenhänge schon vorher diskutiert von Albert Ribaucour (1870) und Lie (1871). Stephanos (1881) zeigte, dass Laguerres Geometrie ein Spezialfall der Lieschen Kugelgeometrie ist. Zur Darstellung von Laguerres orientierten Kugeln benutzte er überdies Quaternionen (1883).
Linien, Kreise, Flächen oder Kugeln die in einem bestimmten Sinne zu durchlaufen sind, werden als Halbgerade (Direktion), Halbkreis (Zyklus), Halbfläche, Halbkugel usw. bezeichnet. Als Tangente wird die Halbgerade bezeichnet, die einen Zyklus an einem Punkt schneidet, sofern beide Elemente an diesem Berührungspunkt die gleiche Richtung haben. Die Transformation durch reziproke Richtungen bildet nun orientierte Kugeln unter sich als auch orientierte Ebenen unter sich ab und lässt die „Tangentialentfernung“ zweier Zyklen (der Abstand zwischen den Berührungspunkten je einer ihrer gemeinsamen Tangenten) invariant, und konserviert auch die Krümmungslinien. Laguerre (1882) transformierte zwei Zyklen unter folgenden Bedingungen: Ihre Potenzgerade ist die Transformationsaxe, und ihre gemeinsamen Tangenten sind parallel zu zwei fixierten Richtungen der ineinander transformierten Halbgeraden (diese spezielle Methode nannte er „Transformation durch reziproke Halbgeraden“). Wenn {\displaystyle R} und {\displaystyle R'} die Radien der Zyklen sind, {\displaystyle D} und {\displaystyle D'} die Entfernungen ihrer Zentren zur Axe, ergibt sich:
{\displaystyle D^{2}-D^{\prime 2}=R^{2}-R^{\prime 2},\quad D-D'=\alpha (R-R'),\quad D+D'={\frac {1}{\alpha }}(R+R'),}
mit der Transformation:
{\displaystyle {\begin{aligned}D'&={\frac {D\left(1+\alpha ^{2}\right)-2\alpha R}{1-\alpha ^{2}}},\\R'&={\frac {2\alpha D-R\left(1+\alpha ^{2}\right)}{1-\alpha ^{2}}}.\end{aligned}}}
Auch Darboux (1887) leitete aus der Transformation durch reziproke Richtungen dieselben Formeln in etwas anderer Notation ab (mit {\displaystyle z=D} und {\displaystyle k=\alpha }) und benutzte darüber hinaus die {\displaystyle x}- und {\displaystyle y}-Koordinaten:
{\displaystyle {\begin{aligned}x'&=x,\quad &z'&={\frac {1+k^{2}}{1-k^{2}}}z-{\frac {2kR}{1-k^{2}}},\\y'&=y,&R'&={\frac {2kz}{1-k^{2}}}-{\frac {1+k^{2}}{1-k^{2}}}R,\end{aligned}}}
mit
{\displaystyle {\begin{aligned}z'+R'&={\frac {1+k}{1-k}}(z-R),\\z'-R'&={\frac {1-k}{1+k}}(z+R),\end{aligned}}}
wodurch er die Beziehung erhielt:
{\displaystyle x^{\prime 2}+y^{\prime 2}+z^{\prime 2}-R^{\prime 2}=x^{2}+y^{2}+z^{2}-R^{2}}.
Wie erwähnt können orientierte Kugeln in R3 durch Punkte in einem vierdimensionalen Raum R4 mittels isotroper (Minimal-)Projektion dargestellt werden, was für Laguerres Geometrie besonders bedeutsam ist.:S. 320 E. Müller (1898) legte seiner Darstellung dem Umstand zugrunde, dass sich „die orientierten Kugeln eindeutig auf die Punkte einer ebenen Mannigfaltigkeit von vier Dimensionen abbilden lassen“ (wobei er dies mit der „Zyklograpie“ von Fiedler verglich). Ebenso untersuchte er systematisch den Zusammenhang zwischen den Transformationen durch reziproke Radien („Inversion an einer Kugel“) und den Transformationen durch reziproke Richtungen („Inversion an einem ebenen Kugelkomplex“). Basierend auf Müllers Arbeit untersuchte Smith (1900) dieselben Transformationen und die zusammenhängende „Gruppe der Geometrie der reziproken Richtungen“. Mit Bezug auf Kleins (1893) Behandlung der Minimalprojektion verwies er darauf, dass diese Gruppe isomorph ist zur Gruppe aller Verschiebungen und Symmetrietransformationen im Raum von vier Dimensionen. Smith erhielt dieselbe Transformation wie Laguerre und Darboux in etwas verschiedener Notation:
{\displaystyle p'={\frac {\kappa ^{2}+1}{\kappa ^{2}-1}}p-{\frac {2\kappa }{\kappa ^{2}-1}}R,\quad R'={\frac {2\kappa }{\kappa ^{2}-1}}p-{\frac {\kappa ^{2}+1}{\kappa ^{2}-1}}R}
mit den Beziehungen:
{\displaystyle \kappa ={\frac {R'-R}{p'-p}},\quad p^{\prime 2}-p^{2}=R^{\prime 2}-R^{2}.}

### Laguerre-Inversion und Lorentz-Transformation
1905 zeigten Henri Poincaré und Albert Einstein, dass die Lorentz-Transformation der speziellen Relativitätstheorie (mit {\displaystyle c=1})
{\displaystyle x'={\frac {x-vt}{\sqrt {1-v^{2}}}},\quad y'=y,\quad z'=z,\quad t'={\frac {t-vx}{\sqrt {1-v^{2}}}}}
den Ausdruck {\displaystyle x^{2}+y^{2}+z^{2}-t^{2}} invariant lässt. Einstein verwies darauf, dass dadurch eine Kugelwelle in einem Inertialsystem eine Kugelwelle in allen anderen Inertialsystemen bleibt. Poincaré zeigte auch, dass die Lorentz-Transformation als eine Rotation in einem vierdimensionalen Raum aufgefasst werden kann, und Hermann Minkowski konnte diese Einsicht wesentlich vertiefen (siehe Geschichte der speziellen Relativitätstheorie).
Wie oben gezeigt, ist die Beziehung {\displaystyle x^{2}+y^{2}+z^{2}-R^{2}} auch invariant unter der Transformation durch reziproke Richtungen oder Halbgeraden, die später oft als Laguerre-Inversion bezeichnet wurde. Die Verwandtschaft zur Lorentz-Transformation wurde von verschiedenen Autoren bemerkt. Bateman (1910) argumentierte, dass diese Transformation (welche er Ribaucour zuschrieb) „identisch“ ist mit der Lorentz-Transformation. 1912 schrieb er, dass sie besonders in der von Darboux (1887) gegebenen Gestalt formal der Lorentz-Transformation in {\displaystyle z}-Richtung entspricht, sofern {\displaystyle R=ct}, {\displaystyle R'=ct'}, und die {\displaystyle k}-Terme durch Geschwindigkeiten ersetzt werden. Ebenso entwarf er geometrische Darstellungen der relativistischen Lichtsphären mittel Kugelsystemen. Allerdings erwiderte Kubota (1925) gegenüber Bateman, dass die Laguerre-Inversion involutorisch ist im Gegensatz zur Lorentz-Transformation. Um beide äquivalent zu machen, sei es notwendig, die Laguerre-Inversion mit einer Richtungsumkehr der Zykeln zu kombinieren.
Die Beziehung zwischen der Lorentz-Transformation und der Laguerre-Inversion kann folgendermaßen demonstriert werden (siehe H.R. Müller (1948) für eine analoge Formulierung in etwas anderer Notation). Laguerres Inversionsformeln von 1882 (äquivalent zu Darbouxs Formeln von 1887) sind
{\displaystyle D'={\frac {D\left(1+\alpha ^{2}\right)-2\alpha R}{1-\alpha ^{2}}},\quad R'={\frac {2\alpha D-R\left(1+\alpha ^{2}\right)}{1-\alpha ^{2}}}.}
wird nun gesetzt
{\displaystyle {\frac {2\alpha }{1+\alpha ^{2}}}=w}
so folgt
{\displaystyle {\frac {1-\alpha ^{2}}{1+\alpha ^{2}}}={\sqrt {1-w^{2}}},\quad {\frac {2\alpha }{1-\alpha ^{2}}}={\frac {w}{\sqrt {1-w^{2}}}},}
Dadurch und durch Setzen von {\displaystyle D=x,D'=x',R=t,R'=t'} nimmt die Laguerre-Inversion die Form einer Lorentz-Transformation an, mit dem Unterschied, dass der Ausdruck {\displaystyle t-vx} der gewöhnlichen Lorentz-Transformation umgekehrt wird nach {\displaystyle wx-t}:
{\displaystyle x'={\frac {x-wt}{\sqrt {1-w^{2}}}},\quad t'={\frac {wx-t}{\sqrt {1-w^{2}}}}}.
Gemäß Müller ergibt sich die gewöhnliche Lorentz-Transformation aus einer geraden Anzahl solcher Laguerre-Inversionen, welche das Vorzeichen ändern. So kann zuerst eine Inversion in die Ebene {\displaystyle \pi _{1}} durchgeführt werden die gegenüber Ebene {\displaystyle \pi } in einem bestimmten Winkel geneigt ist, und daraufhin folgend eine weitere Inversion nach {\displaystyle \pi }. Siehe dazu den Abschnitt #Laguerre-Gruppe isomorph zur Lorentz-Gruppe für weitere Details zur Beziehung der Laguerre-Inversion zu anderen Varianten von Laguerre-Transformationen.

### Lorentz-Transformation in der Laguerre-Geometrie
Timerding (1911) benutzte Laguerres Konzept der orientierten Kugeln um die Lorentz-Transformation abzuleiten und darzustellen. Unter Benutzung einer Kugel mit Radius {\displaystyle r} und der Entfernung {\displaystyle x} ihres Mittelpunkts von der Zentralebene gelangte er zu folgenden Relationen zwischen dieser und einer entsprechenden zweiten Kugel:
{\displaystyle x'+r'={\sqrt {\frac {1+\lambda ^{2}}{1-\lambda ^{2}}}}(x+r),\quad {\frac {x'-r'}{x'+r'}}={\frac {1-\lambda }{1+\lambda }}\cdot {\frac {x-r}{x+r}}}
woraus die Transformation folgt
{\displaystyle {\sqrt {1-\lambda ^{2}}}\cdot x'=x-\lambda r,\quad {\sqrt {1-\lambda ^{2}}}\cdot r'=r-\lambda x.}
Durch Setzen von {\displaystyle \lambda =v/c} und {\displaystyle r=ct} wird daraus die Lorentz-Transformation.
Timerding und Bateman folgend analysierte Ogura (1913) eine Laguerre-Transformation von der Form:
{\displaystyle \alpha '=\alpha {\frac {1}{\sqrt {1-\lambda ^{2}}}}-R{\frac {\lambda }{\sqrt {1-\lambda ^{2}}}},\quad \beta '=\beta ,\quad \gamma '=\gamma ,\quad R'=\alpha {\frac {-\lambda }{\sqrt {1-\lambda ^{2}}}}+R{\frac {1}{\sqrt {1-\lambda ^{2}}}}},
welche zur Lorentz-Transformation wird durch
{\displaystyle {\begin{aligned}x&=\alpha ,&y&=\beta ,&z&=\gamma ,&R&=ct,\\x'&=\alpha ',&y'&=\beta ',&z'&=\gamma ',&R'&=ct',\end{aligned}}}    {\displaystyle \lambda ={\frac {v}{c}}}.
Er erklärte, dass die Laguerre-Transformation in der Kugel-Mannigfaltigkeit äquivalent ist zur Lorentz-Transformation in der Raumzeit-Mannigfaltigkeit.

### Laguerre-Gruppe isomorph zur Lorentz-Gruppe
Wie oben gezeigt kann die Gruppe der konformen Transformationen (zusammengesetzt aus Bewegungen, Ähnlichkeiten, und Inversionen) in Rn durch Minimalprojektion bezogen werden auf die Gruppe der Berührungstransformationen in Rn-1, die Kreise und Kugeln in andere Kreise und Kugeln transformiert. Weiterhin zeigte Lie (1871, 1896), dass eine 7-Parameter-Untergruppe von infinitesimalen Ähnlichkeitstransformationen (zusammengesetzt aus Bewegungen und Ähnlichkeiten) existiert, die durch Minimalprojektion in R2 einer 7-Parameter-Gruppe von infinitesimalen Berührungstransformationen entspricht, die Kreise in Kreise transformiert. Sie entspricht Laguerres Geometrie der reziproken Richtungen, deswegen wurde sie von Smith (1900) als „Gruppe der Geometrie der reziproken Richtungen“ bezeichnet, oder „Laguerre-Gruppe“ nach Blaschke (1910), die zusammen mit Coolidge (1916) und anderen deren Eigenschaften im Rahmen der Laguerre-Geometrie von orientierten Kugeln und Ebenen untersuchten. Die (erweiterte) Laguerre-Gruppe besteht aus Bewegungen und Ähnlichkeiten, und besitzt 7 Parameter in R2 (orientierte Linien und Kreise werden transformiert) oder 11 Parameter in R3 (orientierte Ebenen und Kugeln werden transformiert). Werden Ähnlichkeiten ausgeschlossen, denn ergibt sich die (engere) Laguerre-Gruppe mit 6 Parameter in R2 oder 10 Parameter in R3, welche die Tangentialentfernungen invariant lässt, aus Bewegungen und Umlegungen besteht, und orientierte Linien, Kreise, Ebenen, und Kugeln transformiert. Wenn im Folgenden von der Laguerre-Gruppe die Rede ist, dann ist damit die engere Laguerre-Gruppe gemeint. Die Laguerre-Gruppe ist dabei nicht die einzige Gruppe die Tangentialentfernungen invariant lässt, sondern ist Teil der weitergehenden „äquilongen Gruppe“ gemäß Scheffers (1905).
In R2 lässt die Laguerre-Gruppe die Beziehung {\displaystyle dx^{2}+dy^{2}-dr^{2}} invariant, wobei sich dieser Zusammenhang auf beliebige Rn erweitern lässt. In R3 ist beispielsweise die Beziehung {\displaystyle dx^{2}+dy^{2}+dz^{2}-dr^{2}} invariant. Wird Minimal-(isotrope)-Projektion mit imaginärer Radiuskoordinate oder zyklographische Projektion mit realer Radiuskoordinate im Rahmen der darstellenden Geometrie benutzt, ist dieser Ausdruck äquivalent mit {\displaystyle dx^{2}+dy^{2}+dz^{2}+dr^{2}} in R4 mit dem Radius {\displaystyle r} als Koordinate. Die Transformationen, aus denen die Laguerre-Gruppe besteht, können weitergehend unterteilt werden in „eigentliche Laguerre-Transformationen“ die sich auf Bewegungen beziehen und sowohl die Tangentialentfernung als auch das Vorzeichen erhalten; oder „uneigentliche Laguerre-Transformationen“ die sich auf orientierungsumkehrende Bewegungen („Umlegungen“) beziehen und die Tangentialentfernung erhalten aber das Vorzeichen umkehren. Die Laguerre-Inversion (also die Transformation, welche von Laguerre 1882 zuerst gegeben wurde) ist involutorisch und gehört somit zu den uneigentlichen Laguerre-Transformationen. Laguerre selbst verwendet zwar nicht den Gruppenbegriff in seinen Untersuchungen, trotzdem ist die von ihm gegebene Inversion von grundlegender Bedeutung, da jede Laguerre-Transformation aus höchstens vier Laguerre-Inversionen erzeugt werden kann und jede direkte Laguerre-Transformation das Produkt zweier involutorischer Transformationen ist, weshalb die gesamte Laguerre-Gruppe aus Laguerre-Inversionen erzeugt werden kann.
Es wurde überdies festgestellt, dass die Laguerre-Gruppe tatsächlich isomorph zur Lorentz-Gruppe (oder der Poincaré-Gruppe wenn Translationen einbezogen werden) ist, da beide Ausdrücke wie {\displaystyle dx_{1}^{2}+dx_{2}^{2}+dx_{3}^{2}-dx_{4}^{2}} invariant lassen. Nachdem Bateman bereits 1910 auf den Zusammenhang mit der Lorentz-Transformation verwiesen hatte (siehe oben), zeigte Cartan die Übereinstimmung der beiden Gruppen in einer kurzen Arbeit von 1912, abermals 1914, und in allgemeiner Weise im Jahr 1915 (veröffentlicht 1955) in der französischen Version der Enzyklopädie der mathematischen Wissenschaften. Auch Poincaré (1912, veröffentlicht 1921) schrieb:

„Hr. Cartan hat kürzlich ein kurioses Beispiel gegeben. Wir kennen die Bedeutung, welche die sogenannte Lorentz-Gruppe in der mathematischen Physik hat; es ist diese Gruppe auf die sich die neuen Ideen über das Relativitätsprinzip und der Dynamik des Elektrons gründen. Andererseits hat Laguerre einst eine Gruppe von Transformationen in die Geometrie eingeführt, die Kugeln in Kugeln verwandelt. Diese zwei Gruppen sind isomorph, sodass in mathematischer Hinsicht diese beiden Theorien, die eine physikalisch und die andere geometrisch, keinen essentiellen Unterschied aufweisen.“

Weitere Autoren die darauf hinwiesen sind beispielsweise Coolidge (1916), Klein & Blaschke (1926), Blaschke (1929), H.R. Müller, Kunle und Fladt (1970), Benz (1992), Pottmann, Grohs, Mitra (2009).

## Originalquellen
- Bateman, Harry: The conformal transformations of a space of four dimensions and their applications to geometrical optics. In: Proceedings of the London Mathematical Society. Band 7, 1908, S. 70–89. (submitted 1908, published 1909)
- Bateman, Harry: The Transformation of the Electrodynamical Equations. In: Proceedings of the London Mathematical Society. Band 8, 1909, S. 223–264. (submitted 1909, published 1910)
- Bateman, Harry: The Physical Aspect of Time. In: Manchester Memoirs. Band 54, Nr. 14, 1910, S. 1–13.
- Bateman, Harry: The Relation between Electromagnetism and Geometry. In: Philosophical Magazine. Band 20, 1910, S. 623–628 (Online).
- Bateman, Harry: Some geometrical theorems connected with Laplace’s equation and the equation of wave motion. In: American Journal of Mathematics. Band 345, 1912, S. 325–360, JSTOR:2370223. (submitted 1910, published 1912)
- Blaschke, Wilhelm: Untersuchungen über die Geometrie der Speere in der Euklidischen Geometrie. In: Monatshefte für Mathematik und Physik. Band 21, Nr. 1, 1910, S. 3–60 (Online).
- Cartan, Élie: Sur les groupes de transformation de contact et la Cinématique nouvelle. In: Société de mathématique the France – Comptes Rendus des Séances. 1912, S. 23 (Online).
- Cartan, Élie: La théorie des groupes. In: Revue du Mois. 1914, S. 452–457.
- Cunningham, Ebenezer: The Principle of Relativity in Electrodynamics and an Extension Thereof. In: Proceedings of the London Mathematical Society. Band 8, 1909, S. 77–98. (submitted 1909, published 1910)
- Darboux, Gaston: Sur les relations entre les groupes de points, de cercles et de sphères. In: Annales Scientifiques de L'École Normale Supérieure. Band 1, 1872, S. 323–392 (Google Books).
- Darboux, Gaston: Mémoire sur la théorie des coordonnées curvilignes et des systèmes orthogonaux. Troisième partie. In: Annales Scientifiques de L'École Normale Supérieure. Band 7, 1878, S. 275–348 (Online).
- Darboux, Gaston: Leçons sur la théorie générale des surfaces. Première partie. Gauthier-Villars, Paris 1887 (Online).
- Klein, Felix: Über die geometrischen Grundlagen der Lorentzgruppe. In: Gesammelte mathematische Abhandlungen. Band 1, 1921, S. 533–552.
- Kubota, Tadahiko: Über die (2-2)-deutigen quadratischen Verwandtschaften V. In: Science Reports of the Tôhoku Imperial University. Band 14, 1925, S. 155–164.
- Laguerre, Edmond: Sur la transformation par directions réciproques. In: Comptes rendus. Band 92, 1881, S. 71–73.
- Laguerre, Edmond: Transformations par semi-droites réciproques. In: Nouvelles annales de mathématiques. Band 1, 1882, S. 542–556.
- Laguerre, Edmond: Œuvres de Laguerre, vol. 2. Gauthier-Villars, Paris 1905, Collection of papers published between 1880 and 1885, S. 592–684.
- Lie, Sophus: Ueber diejenige Theorie eines Raumes mit beliebig vielen Dimensionen, die der Krümmungs-Theorie des gewöhnlichen Raumes entspricht. In: Göttinger Nachrichten. 1871, S. 191–209 (Google Books).
- Lie, Sophus: Ueber Complexe, insbesondere Linien- und Kugel-Complexe, mit Anwendung auf die Theorie partieller Differentialgleichungen. In: Mathematische Annalen. Band 5, 1872, S. 145–256 (Google Books).
- Sophus Lie, Georg Scheffers: Geometrie der Berührungstransformationen. B.G. Teubner, Leipzig 1896 (Online).
- Liouville, Joseph: Note au sujet de l’article précédent. In: Journal de Mathématiques pures et Appliquées. Band 12, 1847, S. 265–290 (Google Books).
- Liouville, Joseph: Théorème sur l’équation dx²+dy²+dz². In: Journal de Mathématiques pures et Appliquées. Band 15, 1850, S. 103 (Google Books).
- Liouville, Joseph: Application de l'analyse à la Géométrie. Hrsg.: Gaspard Monge. Bachelier, Paris 1850, Extension au cas des trois dimensions de la question du tracé géographique, S. 609–616.
- Emil Müller: Die Geometrie orientierter Kugeln nach Grassmann’schen Methoden. In: Monatshefte für Mathematik und Physik. Band 9, Nr. 1, 1898, S. 269–315 (Online).
- Hans Robert Müller: Zyklographische Betrachtung der Kinematik der speziellen Relativitätstheorie. In: Monatshefte für Mathematik und Physik. Band 52, 1948, S. 337–353 (Online).
- Kinnosuke Ogura: On the Lorentz Transformation with some Geometrical Interpretations. In: Science Reports of the Tôhuku University. Band 2, 1913, S. 95–116.
- Poincaré, Henri: Sur la dynamique de l’électron. In: Rendiconti del Circolo matematico di Palermo. Band 21, 1906, S. 129–176.
- Poincaré, Henri: Rapport sur les travaux de M. Cartan (fait à la Faculté des sciences de l'Université de Paris). In: Acta Mathematica. Band 38, Nr. 1, 1912, S. 137–145 (Online). Written by Poincaré in 1912, printed in Acta Mathematica in 1914 though belatedly published in 1921.
- Ribaucour, Albert: Sur la déformation des surfaces. In: Comptes rendus. Band 70, 1870, S. 330–333.
- Smith, Percey F.: On a Transformation of Laguerre. In: Annals of Mathematics. Band 1, 1900, S. 153–172, JSTOR:1967282.
- Stephanos, C.: Sur la géométrie des sphères. In: Comptes rendus. Band 92, 1881, S. 1195–1197 (Online).
- Stephanos, C.: Sur la théorie des quaternions. In: Mathematische Annalen. Band 7, 1883, S. 589–592 (Online).
- Timerding, H. E.: Über ein einfaches geometrisches Bild der Raumzeitwelt Minkowskis. In: Jahresbericht der Deutschen Mathematiker-Vereinigung. Band 21, 1912, S. 274–285 (Online).

Belege:
1. 1 2 3  Bateman (1908); Bateman (1909); Cunningham (1909)
2. 1 2 3  Bateman (1910b), S. 624
3. 1 2  Poincaré (1912), S. 145
4. ↑  Liouville (1847); Liouville (1850a); Liouville (1850b)
5. 1 2  Liouville (1850b)
6. 1 2 3 4 5  Lie (1871); Lie (1872)
7. ↑  Darboux (1872), S. 282
8. ↑  Lie (1872), S. 183
9. 1 2  Klein (1893), S. 474
10. 1 2  Laguerre (1881); Laguerre (1905), S. 592–684 (Arbeiten von 1880 bis 1885).
11. ↑  Darboux (1887), S. 225
12. 1 2 3  Klein (1893), S. 473
13. ↑  Darboux (1872), S. 343–349, 369–383
14. ↑  Bateman (1912), S. 328 und 336
15. 1 2  Darboux (1872), S. 366
16. ↑  Lie (1871), S. 201ff; Lie (1872), S. 186; Lie & Scheffers (1896), S. 433–444
17. ↑  Bateman (1909), S. 225, 240; (1910b), S. 623
18. ↑  Bateman (1912), S. 358
19. ↑  Cunningham (1914), S. 87–89
20. ↑  Poincaré (1906), S. 132.
21. ↑  Klein (1910/21)
22. ↑  Darboux (1887), S. 259
23. ↑  Ribaucour (1870)
24. ↑  Stephanos (1881)
25. ↑  Stephanos (1883)
26. ↑  Laguerre (1882), S. 550.
27. ↑  Laguerre (1882), S. 551.
28. ↑  Darboux (1887), S. 254
29. ↑  E. Müller (1898), siehe Fußnote S. 274.
30. 1 2  Smith (1900), S. 172
31. ↑  Smith (1900), S. 159
32. ↑  Bateman (1912), S. 358
33. ↑  Bateman (1910a), siehe Fußnote S. 5–7
34. ↑  Kubota (1925), siehe Fußnote S. 162.
35. 1 2  H.R. Müller (1948), S. 349
36. ↑  Timerding (1911), S. 285
37. ↑  Ogura (1913), S. 107
38. ↑  Lie (1871), S. 201ff; Lie (1872), S. 180–186; Lie & Scheffers (1896), S. 443
39. 1 2  Blaschke (1910)
40. ↑  Blaschke (1910), S. 11–13
41. ↑  Blaschke (1910), S. 13
42. ↑  Cartan (1912), S. 23
43. ↑  Cartan (1914), S. 452–457
44. ↑  Poincare (1912), S. 37: M. Cartan en a donné récemment un exemple curieux. On connaît l’importance en Physique Mathématique de ce qu’on a appelé le groupe de Lorentz; c’est sur ce groupe que reposent nos idées nouvelles sur le principe de relativité et sur la Dynamique de l’Electron. D’un autre côté, Laguerre a autrefois introduit en géométrie un groupe de transformations qui changent les sphères en sphères. Ces deux groupes sont isomorphes, de sorte que mathématiquement ces deux théories, l’une physique, l’autre géométrique, ne présentent pas de différence essentielle.
45. ↑  H. R. Müller (1948), S. 337